# Buyanga
Buyanga es un subcondado del distrito de Busia. Está ubicado en la región Oriental de Uganda.

## Superficie
Posee una superficie de 63,87 kilómetros cuadrados.

## Población
Hasta 2020 presentaba una población de 21 800 habitantes, con una densidad de población de 341,3 habitantes por kilómetro cuadrado. De ellos 11 000 correspondían a hombres (50,5%) y 10 800 mujeres (49,5%).